# Rojo para
Rojo para (rojo paranitranilina, pigmento rojo 1, C.I. 12070) es un pigmento de fórmula molecular C16H11N3O3. Químicamente es similar a Sudan I. Es el primer pigmento azoico. Fue descubierto en 1880 por von Gallois y Ullrich. Tiñe telas de celulosa de un color rojo brillante, pero no es muy consistente. Si no se pigmenta correctamente, se puede deslavar de las telas de celulosa. Durante su producción estándar ocurren las etapas ácida y básica. Por consiguiente, en el producto final  puede haber subproductos ácidos o básicos.

## Síntesis
El rojo para se prepara por diazotización de para-nitroanilina a baja temperatura, seguida por acoplamiento con β-naftol:

## Regulación
En ninguna legislación se ha aprobado el uso del rojo para en alimentos. En 2005, en Old El Paso se encontraron kits de comida contaminados con este colorante y se retiraron de los estantes del supermercado.